# Eumacepolus saxeseni
Eumacepolus saxeseni är en stekelart som beskrevs av Graham 1957. Eumacepolus saxeseni ingår i släktet Eumacepolus och familjen puppglanssteklar. Arten är reproducerande i Sverige. Inga underarter finns listade i Catalogue of Life.